# Campeonato de Fórmula 3 Europeia da FIA (1975–1984)
O Campeonato de Fórmula 3 Europeia da FIA foi uma antiga competição de corridas de Fórmula 3 na Europa, promovida pela Federação Internacional de Automobilismo (FIA).

## História
A categoria começou a ser disputada em 1966 como um evento único para as seleções nacionais da Europa, chamada Copa das Nações da Europa de Fórmula 3, e era permitida equipes formadas por até três pilotos, escolhidos pelas autoridades esportivas nacionais, mas poderiam ser registradas mais de uma equipe por nação. A nação vencedora tinha o direito de organizar a próxima edição.
Em 1975, com a introdução de um novo regulamento para carros de 2000 cc, a categoria foi expandida para um campeonato próprio, sendo denominada Copa de Fórmula 3 Europeia da FIA. Passando a se denominar Campeonato de Fórmula 3 Europeia da FIA na edição seguinte. A competição foi cancelado em 1984, e foi substituída pela Copa de Fórmula Três Europeia da FIA no ano seguinte, retornando ao formato de um evento.
Em 1987, a EFDA começou um novo campeonato pan-europeu, chamado F3 Euroseries, mas durou apenas uma temporada. Uma categoria continental adequada, reutilizando o nome Formula 3 Euro Series, foi iniciada em 2003, a partir da fusão dos campeonatos Alemão e Francês.

## Campeões
| Temporada                               | Campeão                           | Equipe                            |
| Copa de Fórmula 3 Europeia da FIA       | Copa de Fórmula 3 Europeia da FIA | Copa de Fórmula 3 Europeia da FIA |
| --------------------------------------- | --------------------------------- | --------------------------------- |
| 1975                                    | Larry Perkins                     | Team Cowangie                     |
| Campeonato de Fórmula 3 Europeia da FIA |                                   |                                   |
| 1976                                    | Riccardo Patrese                  | Trivellato Racing                 |
| 1977                                    | Piercarlo Ghinzani                | AFMP Euroracing                   |
| 1978                                    | Jan Lammers                       | Racing Team Holland               |
| 1979                                    | Alain Prost                       | Oreca                             |
| 1980                                    | Michele Alboreto                  | Euroracing                        |
| 1981                                    | Mauro Baldi                       | Euroracing                        |
| 1982                                    | Oscar Larrauri                    | Euroracing                        |
| 1983                                    | Pierluigi Martini                 | Pavesi Racing                     |
| 1984                                    | Ivan Capelli                      | Enzo Coloni Racing                |